# Pedro dos Reis

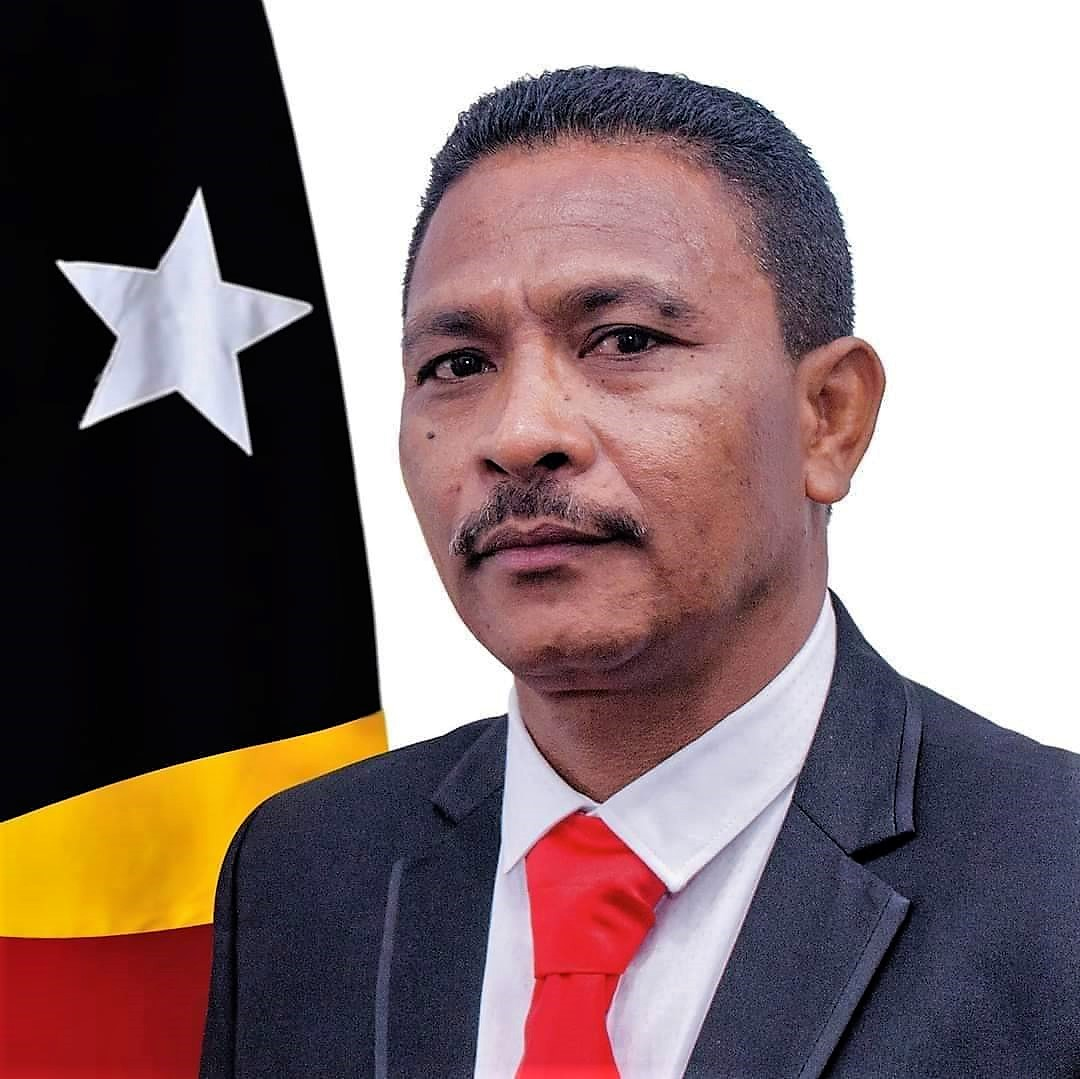
Pedro Reis (offizielles Bild)

Pedro dos Reis (* 22. August 1972) ist ein osttimoresischer Politiker. Er ist Mitglied der Kmanek Haburas Unidade Nasional Timor Oan (KHUNTO).

## Werdegang
Pedro dos Reis ist der Sohn von Mariano dos Reis und Laura Cardoso. Er stammt aus Atabae. Verheiratet ist er mit Tereza Leite do Rego, mit der er zwei Töchter und einen Sohn hat.
Reis arbeitete 20 Jahre als Beamter im Bereich Landwirtschaft. Daneben hatte er seine eigene Firma OTA Gelor. 2009 erhielt Reis einen Bachelor-Titel von der Fakultät für Landwirtschaft der Universidade Nasionál Timór Lorosa'e (UNTL).
Im März 2020 wurde er zum dritten Vizepräsidenten der KHUNTO gewählt. Mit der Umbildung der VIII. Regierung wurde Reis von Präsident Francisco Guterres zum neuen Minister für Landwirtschaft und Fischerei (MAP) ernannt. Das Ministeramt hatte er bis zum Ende der Legislaturperiode am 30. Juni 2023 inne.

## Sonstiges
Reis spricht Kemak, Tokodede, Fataluku, Mambai, Tetum und Englisch.